# 滋賀県道328号五個荘八日市線
滋賀県道328号五個荘八日市線（しがけんどう328ごう ごかしょうようかいちせん）は、滋賀県東近江市を通る一般県道である。

## 概要
東近江市五個荘北町屋町から東近江市岡田町に至る。この県道は、旧滋賀県道527号岡田神田線を取り込んだ。
東近江市内には似た名称（滋賀県道209号八日市五個荘線）がある。

### 路線データ
- 起点：東近江市五個荘北町屋町（北町屋交差点、国道8号交点）
- 終点：東近江市岡田町（岡田町交差点、国道307号交点）
- 総延長：8.7 km

## 路線状況

### 道路施設

#### 橋梁
- 樋詰大橋（大同川、東近江市）
- 奥新橋（吉田井川、東近江市）

## 地理

### 通過する自治体
- 東近江市

### 交差する道路
| 交差する道路                             | 交差する場所   | 交差する場所        |
| ---------------------------------------- | -------------- | ------------------- |
| 国道8号                                  | 五個荘北町屋町 | 北町屋交差点 / 起点 |
| 旧中山道                                 | 五個荘北町屋町 |                     |
| 滋賀県道52号栗見八日市線                 | 五個荘奥町     | 奥交差点            |
| 滋賀県道13号彦根八日市甲西線             | 建部北町       | 八千代橋南詰交差点  |
| 滋賀県道216号雨降野今在家八日市線        | 神田町         |                     |
| 滋賀県道216号雨降野今在家八日市線 / 旧道 | 野村町         | 野村町交差点        |
| 滋賀県道327号湖東八日市線                | 中小路町       | 中小路北交差点      |
| 国道307号 / 近江グリーンロード           | 岡田町         | 岡田町交差点 / 終点 |

### 交差する鉄道
- 東海道新幹線
- 近江鉄道本線

### 沿線
- ASA24（アミューズメント）
- 奥運動公園
- 愛知川
- 私立滋賀学園高等学校 川合寺グラウンド
- 河桁御河辺神社
- 津島神社